# Tiger Army II: Power of Moonlite
Tiger Army II: Power of Moonlite è il secondo album in studio del gruppo musicale statunitense Tiger Army, pubblicato nel 2001.

## Tracce
1. Prelude: Call of the Ghost Tigers – 0:50
2. Towards Destiny – 2:42
3. Incorporeal – 2:40
4. Power of Moonlite – 2:58
5. When Night Comes Down – 3:18
6. Grey Dawn Breaking – 3:10
7. Cupid's Victim – 2:30
8. Valley of Dreams – 2:48
9. Annabel Lee – 3:32
10. In the Orchard – 3:52
11. Under Saturn's Shadow – 3:04
12. F.T.W. – 2:14
13. Remembered Forever – 2:40